# Megalurus pryeri
Megalurus pryeri là một loài chim trong họ Locustellidae.